# 콕사키바이러스 B형
콕사키바이러스 B형(Coxsackie B)은 콕사키바이러스의 여섯 혈청형을 묶어 지칭하는 이름으로, 질병을 일으키는 엔테로바이러스로써 작게는 소화불량에서 심하게는 심낭염, 심근염을 일으킨다. 유전체는 7400개의 염기로 이루어져있다.

## 지리적 분포
콕사키바이러스 B형의 여섯 혈청형은 각각 코네티컷주, 오하이오주, 뉴욕주, 켄터키주, 필리핀에서 주로 발견된다. 원래는 미국 전역에서 발견되던 다섯 혈청형을 부르는 말이었는데, 최근에 필리핀에서도 발견되기 시작하여 추가되었다. 이름도 미국 뉴욕주의 한 마을인 콕사키(Coxsackie)에서 따온 것이다.

## 증상
감염의 증상으로는 발열, 두통, 인후통, 소화불량, 심한 피로감에 더해 가슴통증, 근육통이 있다. 팔과 다리에 경련이 일어나기도 한다. 이런 복합적 증상을 측흉통(pleurodynia)이나 보른홀름병으로 묶어 이르기도 한다. 가슴에 통증이 발생할 경우 심근염이나 심낭염일 가능성이 있어, 신속히 치료받지 않고 방치할 경우 영구적인 심장 손상이나 죽음에 이를수도 있다. 또한 무균성 수막염의 원인이 되기도 한다. 갑작스런 심정지의 가장 큰 원인이 바로 콕사키바이러스 B형군에 속하는 바이러스의 감염으로, 무려 절반 이상의 경우가 이에 해당한다. 잠복기는 2일에서 6일이며, 통증 등의 증상은 대부분 이틀이면 사라지나 6개월 이상 지속되는 경우도 있다. 북반구 온대지역에서는 주로 5월이나 6월 사이에 감염이 발생하나, 10월 이전에는 증상이 나타나지 않는다. 감염이 심한 경우 1달 이상 휴식하는편이 바람직하다. 오염된 상처를 통해 감염되기도 한다.

## 진단
엔테로바이러스 감염은 일반적으로 효소결합면역흡착검사법(ELISA)나 세포 배양을 통한 혈청학적 테스트로 검사한다. 콕사키바이러스 B형에 속하는 바이러스들을 따로 구분할 의료적 이유가 없기 때문에, 콕사키바이러스 B형 중 어떤 바이러스에 감염되었는지를 검사하는 것은 유행병을 연구하기 위한 목적을 제외하고선 대부분 무의미하다.

## 당뇨병
콕사키바이러스 B4형은 제1형 당뇨병의 원인으로 지목된다. 콕사키바이러스 B1, A4, A2, A16형이 인슐린을 만드는 이자의 베타 세포를 파괴할 수도 있다는 것이 최근 연구를 통해 밝혀졌다. 또한 B3과 B6형의 경우 교차면역을 일으킬 수 있을 것으로 여겨진다.

## 치료 및 예방
2008을 기준으로 마땅한 치료법은 알려진 바가 없다. 그러나 완화치료는 가능하며, 가슴통증이나 목의 뻐근함 등이 발견되는 환자를 대상으로 심장병이나 중추신경계통 증상을 검사함으로써 더 심한 증상을 사전에 예방할 수 있다. 매우 전염성이 높지만, 손을 잘 씻거나 공중시설의 소독, 조리시 위생을 청결케 유지함으로써 예방 효과를 볼 수 있다. 심근염이나 심낭염이 발생한 경우 항염증제를 투여함으로써 심장근육조직에 대한 손상을 줄일 수 있다.

## 비세포용해성 바이러스
급성 엔테로바이러스 감염은 대부분 면역 반응을 통해 즉시 치유된다. 그러나 콕사키바이러스 B형이나 에코바이러스 등 엔테로바이러스 B형의 경우, 숙주세포 내에서 비세포용해성(non-cytolytic) 바이러스로 변이될 수 있다. 이렇게 변이된 바이러스는 비세포변성(cytopathic)이나 결손엔테로바이러스(defective - )라 하기도 한다. 이 엔테로바이러스 유사종은 인간의 조직에서 영존하는 것이 가능하며, 만성 심근염이나 확장성 심근병증에서 발견된다. 그러나 RNA가 굉장히 적은 농도로 발견되기 때문에, 일부 학자들은 이를 사라져가는 급성 감염의 증상으로 간주하기도 한다. 그러나 나머지 학자들은 병리적 영향을 가지고 있는 것으로 본다.